# Скробанский, Константин Клементьевич
Константин Клементьевич Скробанский (1876 год — 4 марта 1946 года, Ленинград, СССР) — российский и советский гинеколог, ректор Первого Ленинградского медицинского института (1921, 1925—1928), академик АМН СССР (1944).

## Биография
Родился в 1874 году.
В 1898 году окончил Императорскую Военно-медицинскую академию, после чего работал в акушерско-гинекологической клинике под руководством академика Г. Е. Рейна.
В 1901 году защитил диссертацию, тема «К вопросу о заживлении некоторых ранений яичника», получив звание доктора медицины.
С 1902 по 1904 годы — заграничная командировка в лабораториях и клиниках Германии.
В 1905 году стал приват-доцентом, также работал в хирургическом отделении больницы Марии Магдалины, заведовал ХV городским родильным приютом.
В 1912 году — был избран на кафедру в Императорский Николаевский университет, но не утверждён министром народного просвещения; в том же году вновь избран профессором в Санкт-Петербургский женский медицинский институт (в дальнейшем Первый Ленинградский медицинский институт).
В 1921 году — директор ЖМИ, а в период с 1925 по 1928 годы — директор 1-го Ленинградского медицинского института.
В дальнейшем также руководил Родильным домом имени Карла Шредера и Клиникой вновь организованного ленинградского областного института Охматмлада (институт Охраны материнства и младенчества).
В годы войны, ленинградской блокады, с 1941 по 1943 год — начальник госпиталя.
В 1944 году избран академиком АМН СССР.
Умер 4 марта 1946 года, похоронен на 12 участке Серафимовского кладбища Ленинграда.

## Научная деятельность
Выдающийся русский гинеколог, профессор акушерства и женских болезней Ленинградского медицинского института.
Автор более 50 научных работ. Из целого ряда экспериментальных и паталого-анатомических исследований особенно ценными представляются изыскания и эксперименты над яичником (получение в 1904 году овариотоксической сыворотки, работа об изменениях яичников при различных острых инфекциях и другие), в которых впервые было обращено внимание на громадную роль внутренней секреции яичника, в частности жёлтого тела.
Вел исследования эклямпсии (эксперименты с пляцентарпой эмульсией), автор работ о кесаревом сечении, остеомаляции, неукротимой рвоте, диабете, анестезии, а также работ по злокачественным образованиям и о мерах общественной борьбы с ними.
Участвовал в организации первого общества по борьбе с раковыми заболеваниями, созыва 1-го съезда и редактировании его трудов.
Являлся редактором и соредактором многих периодических изданий, соредактором БМЭ.
Состоял действительным и почетным членом многих научных обществ, членом постоянного правления Всесоюзного общества гинекологии и акушерства, принимал активное участие в организации и проведении всесоюзных съездов, на которых неоднократно выбирался в почетный президиум.

## Награды
- Заслуженный деятель науки РСФСР (1935)

## Адреса в Ленинграде
- Большой пр., дом 106 / наб. реки Карповки, дом 8

## Сочинения
- К вопросу о заживлении некоторых ранений яичника: диссертация. — СПб., 1901.
- Краткое руководство по обезболиванию нормальных родов. — М.—Л., 1936.
- Учебник акушерства. — М.—Л., 1936; Л., 1946.
- Учебник гинекологии. — М.—Л., 1938; Л., 1946.